# 白髭神社 (小山市)
白髭神社（しらひげじんじゃ）は、栃木県小山市出井にある神社である。

## 祭神
- 猿田彦命

## 祭事
例祭：1月20日
祈年祭：2月26日
新嘗祭：11月26日

## 境内社
浅間神社

### 祭神
- 木花開耶姫命

## 御神泉
境内に湧水があり、「白髭神社の湧水」として小山市の「おやま百景」にも選ばれている。同地の地名「出井」はこの神泉に由来すると言われている。

## 伝説
臼打ち翁の伝説
昔、神社の前で白髪で白髭3尺の老人が臼を彫っていた。すると悪者に追われた美しい姫が助けを求め、老人はとっさに臼をひっくり返しその中に姫をかくまった。助けられた姫は木花開耶姫命だといわれる。